# Hymne monégasque
L'Hymne monégasque (francese per «Inno monegasco»; in monegasco Inu monegascu) è l'inno nazionale del Principato di Monaco.

## Storia
Théophile Bellando de Castro (1820-1903) scrisse le parole della prima versione dell'Inno Monegasco nel 1841, mentre per la musica adattò un canto natalizio provenzale, reso in maniera più spigliata e veloce. Più tardi, Castil-Blaze modificò la musica e fece qualche altro cambiamento minore. Nel 1848 la Guardia Nazionale, creata dal Principe Florestano, adottò la canzone di Bellando. Nel 1867 il compositore Charles Albrecht (1817-1895) riscrisse l'originaria canzone in una forma più moderna ed elaborata, per pianoforte e per banda, pubblicato dall'editore Tihebaux di Parigi e intitolato A marcia de Munegu ("La marcia di Monaco"). Nel 1897, l'editore Decourcelle di Nizza pubblicò un'edizione intitolata 429 Inno Nazionale di Monaco per piano. Alcuni anni dopo, Francesco Bellini orchestrò l'inno di Albrecht. Questo nuovo arrangiamento, giudicato troppo lungo nel 1900, non fu più eseguito. La versione moderna fu orchestrata da Léon Jehin nel 1914 ed eseguita per la prima volta nel 25º anniversario dell'incoronazione del Principe Alberto I. Infine nel 1931 Louis Notari scrisse un nuovo testo in monegasco.
Pur considerando che l'inno ha subito vari arrangiamenti ed elaborazioni, comunque Charles Albrecht è considerato il compositore ufficiale del brano.

## L'Inno monegasco in dialetto monegasco
Riturnelu:

Despoei tugiù sciü d'u nostru paise

Se ride au ventu, u meme pavayùn

Despoei tugiù a curù russa e gianca

E stà l'emblema, d'a nostra libertà

Grandi e i piciui, l'an sempre respetà
Oila cü ne toca!

Oila cü ne garda!

Fo che cadün sace ben aiço d'aiçi:
(Riturnelu)
Amu avü sempre r'a meme tradiçiùn

Amu avü sempre r'a meme religiùn

Amu avüu per u nostru unù

I meme Prìncipi tugiù

E düsciün nun pura ne fa scangia

Tantu ch'au celu, u suriyu lüjerà;

Diu n'agiüterà

E mai düsciün nun pura ne

fa scangia

düsciün.
Nun sëmu pa gaire,

Ma defendëmu tüti a nostra tradiçiun;

Nun sëmu pa forti,

Ma se Diu voe n'agiütera!
Oila cü ne toca !

Olia cü ne garda !

Fo che cadün sace ben ailo d'aili:
(Riturnelu)

## Versione in francese dell'inno monegasco
Ohé, vous qui nous voisinez!

Ohé, vous qui nous regardez!

Il importe que chacun retienne bien ceci:
Refrain:
Depuis toujours, le même pavillon

Flotte joyeusement au vent de notre pays

Depuis toujours les couleurs rouge et blanche

Constituent le symbole de notre liberté

Grands et petits l'ont toujours respecté!
(Refrain)
Nous avons perpétué les mêmes traditions;

Nous célébrons la même religion;

Nous avons l'honneur

D'avoir toujours eu les mêmes Princes

Et personne ne pourra nous faire changer

tant que le soleil brillera dans le ciel

Dieu nous aidera

Et jamais personne ne pourra

nous faire changer

Personne.
Nous ne sommes pas bien nombreux,

Mais nous veillons tous à la défense

de notre identité;

Nous ne sommes pas très puissants,

Mais, s'il le veut, Dieu nous aidera!
Ohé, vous qui nous voisinez!

Ohé, vous qui nous regardez!

Il importe que chacun prenne bien conscience de cela!

## Altro inno monegasco in francese
Principauté Monaco ma patrie,

Oh! Combien Dieu est prodigue pour toi.

Ciel toujours pur, rives toujours fleuries,

Ton Souverain est plus aimé qu'un Roi.
Fiers Compagnons de la Garde Civique,

Respectons tous la voix du Commandant.

Suivons toujours notre bannière antique.

Le tambour bat, marchons tous en Avant.
Oui, Monaco connut toujours des braves,

Nous sommes tous leurs dignes descendants.

En aucun temps nous ne fumes esclaves.

Et loin de nous, régnèrent les tyrans.
Que le nom d'un Prince plein de clémence

Soit répété par mille et mille chants.

Nous mourrons tous pour sa propre défense,

Mais après nous, combattront nos enfants.

## Traduzione italiana
Salve, o voi che ci siete vicini!

Salve, o voi che ci guardate!

E bisogna che questo lo sappiano tutti:
(Ritornello:)

Da sempre una stessa bandiera

si spiega al vento del nostro Paese.

Da sempre il rosso ed il bianco

Sono l'emblema della nostra libertà.

Grandi e piccoli l'hanno sempre rispettato.
Abbiamo sempre avuto la stessa tradizione

Abbiamo sempre avuto la stessa religione;

Abbiamo avuto per il nostro onore

sempre gli stessi prìncipi

E nessuno potrà farceli cambiare

Finché il sole splenderà nel cielo

Dio ci aiuterà

E mai nessuno potrà mai

farci cambiare.

Nessuno.
(Ritornello)
Non siamo numerosi,

Ma difendiamo tutti la nostra tradizione

Non siamo potenti,

Ma se lo vuole, Dio ci aiuterà!
(Ritornello)
Salve, o voi che ci siete vicini!

Salve, o voi che ci guardate!

E bisogna che questo lo sappiano tutti.

## Traduzione italiana dell'inno in francese
Principato di Monaco, o mia patria,

Come è prodigo di doni Dio con te!

Cielo sempre puro, rive sempre fiorite,

Il tuo sovrano è più amato di un re.
O fieri camerati della Guardia Civica,

rispettiamo tutti la voce del Comandante.

Seguiamo sempre il nostro antico stendardo.

Batte il tamburo, andiamo tutti avanti.
Si, Monaco ha sempre avuto dei valorosi,

e noi siamo tutti i loro degni discendenti.

In nessun tempo siamo stati schiavi.

E i tiranni solo lontano da noi hanno regnato.
Che il nome di un principe pieno di clemenza

Sia ripetuto in mille canzoni.

Moriremo tutti per difenderlo,

Ma dopo di noi combatteranno i nostri figli.